# Memecylon mundanthuraianum
Memecylon mundanthuraianum är en tvåhjärtbladig växtart som beskrevs av M.B.Viswan. och Manik.. Memecylon mundanthuraianum ingår i släktet Memecylon och familjen Melastomataceae. Inga underarter finns listade i Catalogue of Life.